# Vojtěch Hynais
Vojtěch Hynais (Viena, 14 de desembre de 1854 - Praga, 22 d'agost de 1925) va ser un pintor txec. Era un dels representants de la pintura acadèmica a la Belle Époque.

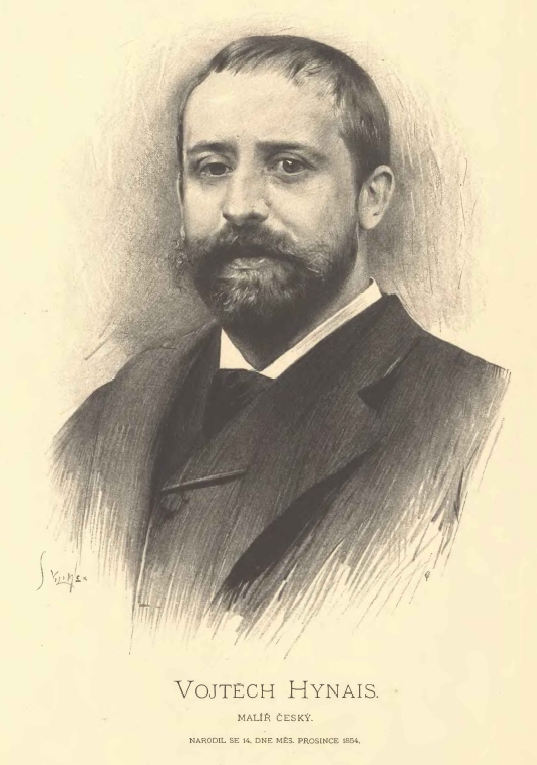
Vojtěch Hynais

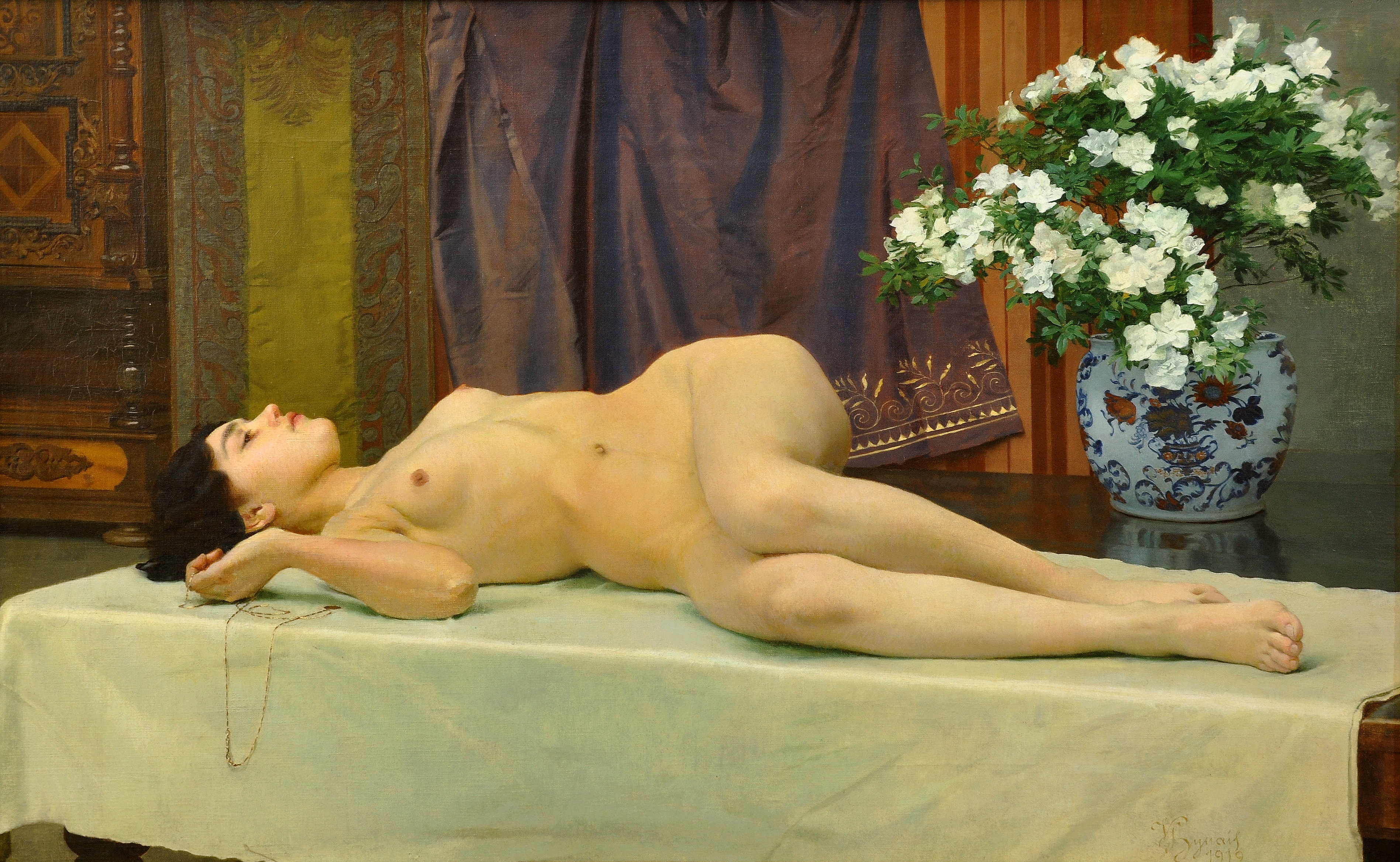
Pintura de Vojtěch Hynais

Als 16 anys va entrar a l'Acadèmia de Belles Arts de Viena, on va ser alumne d'Anselm Feuerbach. L'any 1877 va viatjar a Roma i, l'any següent, a París. L'any 1893 va ser nomenat professor de l'Acadèmia de Belles Arts de Praga. Va ser inclòs en Les Maîtres de l'affiche.
Es va casar l'any 1883 amb Augusta Voirinova amb qui va tenir dos fills.